# Ašdod
Ašdod (hebrejsky אשדוד‎,  Ašdod, arabsky إسدود‎ Isdúd, v oficiálním přepisu do angličtiny Ashdod) je město v Izraeli v Jižním distriktu. Starostou je Jechi'el Lasri.

## Geografie
Nachází se v nadmořské výšce 24 m na pobřeží Středozemního moře, v izraelské pobřežní planině, zhruba 32 km jižně od Tel Avivu a 20 km severně od Aškelonu. Vnitrozemí je zemědělsky využíváno, pobřežní pás lemují písečné duny, skrz které k moři prochází potok Lachiš.
Leží v hustě osídlené oblasti, která je etnicky zcela židovská. Město je na dopravní síť napojeno pomocí severojižní dálnice číslo 4, ze které tu odbočuje směrem do vnitrozemí dálnice číslo 41. Ve městě stojí železniční stanice Ašdod Ad Halom. Prochází tudy železniční trať Tel Aviv – Beer Ševa.

## Dějiny
Ašdod byl založen roku 1955. Sídelní tradice v této lokalitě je ovšem mnohem starší a sahá minimálně do 3 tisíc let před naším letopočtem.

### Biblické zmínky
Jméno Ašdodu odkazuje na biblické město Ašdód citované v Knize Jozue 15,46 V Bibli je zmíněn celkem třináctkrát. V knize Jozue je popisován jako proklamovaná součást Judského království:
Joz 15,46-15,47: od Ekrónu až k moři všechno, co leží stranou Ašdódu, a jejich dvorce,

Ašdód s vesnicemi a dvorci, Gáza s vesnicemi a dvorci, až k Potoku egyptskému a Velkému moři s pobřežím.
V 1. knize Samuelově je Ašdod popisován jako jedno z nejdůležitějších filištínských měst:
1S 6,17: Toto jsou zlaté hlízy, které odvedli Pelištejci Hospodinu v oběť za provinění: jedna za Ašdód, jedna za Gázu, jedna za Aškalón, jedna za Gat a jedna za Ekrón.
Ve Starém zákoně je též popisováno dobytí Ašdodu judským králem Uzijášem.
2Pa 26,6: Vytáhl a válčil s Pelištejci a strhl hradby města Gatu, hradby Jabne a hradby Ašdódu. Vystavěl města kolem Ašdódu na území Pelištejců.

### Starověké a středověké osídlení

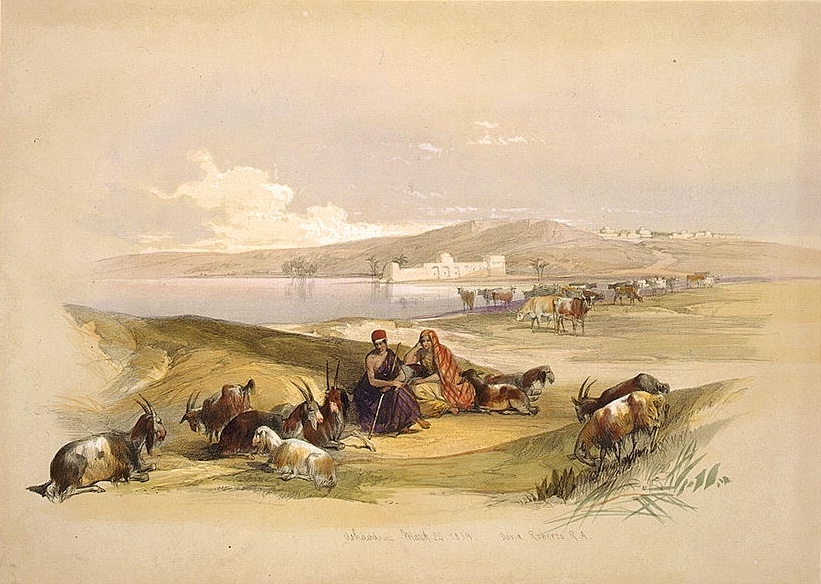
Nejstarší známá malba Ašdodu z počátku 19. století

V místech budoucího Ašdodu žili lidé již v paleolitu; historie samotného města je velmi stará. Nejstarší dochovaná zmínka dokládá osídlení Ašdodu v období kanaánské kultury ze 17. století př. n. l.,,čímž se město řadí mezi nejstarší na světě. Důležitým mezníkem bylo jeho dobytí Filištíny na začátku 12. století př. n. l., z Ašdodu se posléze stalo prosperující město. V průběhu staletí byl ale několikrát dobyt a zničen. Nejprve v roce 950 př. n. l. egyptským faraonem Siamunem, město bylo znovu kompletně vystavěno v roce 815 př. n. l., ale krátce nato bylo opět dobyto a zničeno asyrským králem Sargonem II. Roku 605 př. n. l. město dobyl babylónský král Nabukadnezar II., o několik desetiletí později se dostalo pod perskou nadvládu, kterou ukončil Alexandr Veliký – po dobytí ho přejmenoval na Izotus. Izotus pod helénskou správou prosperoval až do Makabejského povstání; Judovi Makabejskému se město dobýt nepovedlo, obsadil ho až v roce 147 př. n. l. jeho bratr Jonatán.
Během své historie bylo město osídleno Pelištejci, Izraelity, Byzantinci, křižáky a Araby. Po Byzantincích městu vládli Fátimovci, kteří zde vystavěli pobřežní pevnost, přes strategickou polohu význam Ašdodu postupně upadal. Na začátku 20. století (za nadvlády Osmanů) mělo město přibližně 5 000 obyvatel a bylo známé jako Isdud.

### Moderní Ašdod

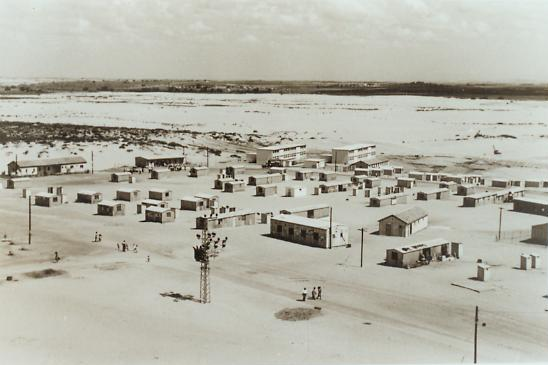
První domy v moderním Ašdodu na snímku z r. 1957

V průběhu izraelské války za nezávislost Isdud dobyli Egypťané, ale zde se také jejich postup na sever zastavil na počátku června 1948, když v rámci Operace Plešet na Egypťany zaútočili Izraelci včetně nově nasazeného vojenského letectva u mostu Gešer ad Halom. 28. října 1948 se egyptská vojska ze strachu z obklíčení stáhla a s nimi uprchla většina arabských obyvatel města.
Moderní Ašdod byl založen roku 1955, podle jiného zdroje roku 1956 na písečných dunách poblíž místa starověkého města. Status městské rady (města) získal roku 1968, kdy se rozkládal na ploše přibližně 60 km2. Jedná se o plánovitě postavené město, jehož rozvoj sledoval hlavní rozvojový plán, čímž se předešlo dopravním problémům a znečištění ovzduší v rezidenčních čtvrtích.
V roce 1965 zde byla vybudována nemocnice, v roce 1963 nový přístav.

## Ekonomika
Ašdod je významné průmyslové centrum. Je regionálním průmyslovým centrem a Ašdodský přístav je největším izraelským přístavem, kterým prochází 60 % veškerého importovaného zboží. Nachází se zde také důležitá elektrárna a jedna ze dvou izraelských ropných rafinerií.

## Demografie
Podle údajů z roku 2009 tvořili naprostou většinu obyvatel Židé - přibližně 188 100 osob (včetně statistické kategorie „ostatní“, která zahrnuje nearabské obyvatele židovského původu ale bez formální příslušnosti k židovskému náboženství, přibližně 206 200 osob).
Jde o velkou obec velkoměstského typu s dlouhodobě rostoucí populací. K 31. prosinci 2017 zde žilo 222 900 lidí. Od roku 1991 město zažívá nebývalý příliv obyvatel díky židovským imigrantům z bývalého SSSR. Podle Centrálního statistického úřadu zde v roce 2008 žilo 209 600 obyvatel a jednalo se tak o šesté nejlidnatější izraelské město.
| Rok  | Obyvatelé |
| ---- | --------- |
| 1956 | 219       |
| 1957 | 1 950     |
| 1958 | 2 450     |
| 1959 | 2 600     |
| 1960 | 3 400     |
| 1961 | 6 200     |
| 1962 | 11 700    |
| 1963 | 15 600    |
| 1964 | 19 400    |
| 1965 | 23 400    |
| 1966 | 27 000    |
| 1967 | 28 600    |

| Rok  | Obyvatelé |
| ---- | --------- |
| 1968 | 31 900    |
| 1969 | 35 600    |
| 1970 | 37 600    |
| 1971 | 39 700    |
| 1972 | 40 500    |
| 1973 | 48 200    |
| 1974 | 50 600    |
| 1975 | 52 500    |
| 1976 | 54 600    |
| 1977 | 56 400    |
| 1978 | 58 700    |
| 1979 | 62 300    |

| Rok  | Obyvatelé |
| ---- | --------- |
| 1980 | 64 400    |
| 1981 | 66 000    |
| 1982 | 68 000    |
| 1983 | 65 700    |
| 1984 | 68 900    |
| 1985 | 69 700    |
| 1986 | 71 100    |
| 1987 | 72 900    |
| 1988 | 74 700    |
| 1989 | 76 600    |
| 1990 | 83 900    |
| 1991 | 90 100    |

| Rok  | Obyvatelé |
| ---- | --------- |
| 1992 | 96 900    |
| 1993 | 110 300   |
| 1994 | 120 100   |
| 1995 | 129 836   |
| 1996 | 138 035   |
| 1997 | 146 939   |
| 1998 | 155 769   |
| 1999 | 165 900   |
| 2000 | 174 224   |
| 2001 | 181 093   |
| 2002 | 187 500   |
| 2003 | 192 000   |

| Rok  | Obyvatelé |
| ---- | --------- |
| 2004 | 196 900   |
| 2005 | 200 600   |
| 2006 | 204 200   |
| 2007 | 207 000   |
| 2008 | 204 300   |
| 2009 | 206 400   |
| 2010 | 210 600   |
| 2011 | 212 300   |
| 2012 | 214 900   |
| 2013 | 216 500   |
| 2014 | 218 000   |
| 2015 | 220 200   |

| Rok  | Obyvatelé |
| ---- | --------- |
| 2016 | 221 600   |
| 2017 | 222 900   |
| 2018 | 224 600   |
| 2020 | 225 939   |

## Partnerská města
- Bordeaux, Francie
- Bahía Blanca, Argentina
- Spandau, Německo
- Tampa, Florida, USA
- Záporoží, Ukrajina, 2011
- Archangelsk, Rusko, 2012